# Condylostylus permodicus
Condylostylus permodicus är en tvåvingeart som först beskrevs av Walker 1860.  Condylostylus permodicus ingår i släktet Condylostylus och familjen styltflugor. Inga underarter finns listade i Catalogue of Life.